# Optand
Optand is een plaats in de gemeente Östersund in het landschap Jämtland en de provincie Jämtlands län in Zweden. De plaats heeft 238 inwoners (2005) en een oppervlakte van 63 hectare. De plaats ligt aan een baai van het meer Storsjön, ongeveer vijf kilometer ten zuiden van de stad Östersund. Vlak langs de plaats lopend de Europese weg 14 en de Europese weg 45. Vroeger was er een militair vliegveld in de plaats te vinden, vandaag de dag is dit een museum.